# Paweł Mąciwoda
Paweł Mąciwoda (Wieliczka, 20 febbraio 1967) è un bassista polacco, famoso per essere membro degli Scorpions dal 10 gennaio 2004.

## Biografia
Paweł iniziò a suonare il basso all'età di 15 anni, sotto la spinta paterna, per poi collaborare con band rock and roll. Per la sua giovane età cominciò ad essere soprannominato "Baby".
Pochi anni dopo Mąciwoda iniziò a viaggiare per l'Europa con i Little Egoists, gruppo jazz fusion. Sovrapposte a questo periodo si contano numerose sue performance come membro di gruppi avant-garde rock come i Dupa ed i Pudelsi, entrambi stanziati a Cracovia.
Negli stessi anni pubblicò un album, intitolato Radio Wieliczka.
Altre band con cui partecipò furono la jazz-rock band Walk Away, capitanata dal famoso violinista Michał Urbaniak e dalla cantante Urszula Dudziak, con cui pubblicò l'album Magic Lady.

## Discografia con gli Scorpions

### Album in studio
- 2004 - Unbreakable
- 2007 - Humanity - Hour 1
- 2010 - Sting in the Tail
- 2011 - Comeblack
- 2015 - Return to Forever
- 2022 - Rock Believer